# 650 California Street
650 California Street, también conocida como Hartford Building, es una torre de oficinas de 34 pisos, 142 m (m) en el extremo noroeste del Distrito Financiero de la ciudad de San Francisco, en el estado de California (Estados Unidos). La torre está ubicada en California Street en el borde de Chinatown, y no lejos del rascacielos 555 California Street. Es visible desde todas las direcciones excepto desde el sureste, donde los rascacielos del distrito financiero bloquean la vista.

## Descripción
Fue diseñado por Edward Charles Bassett de Skidmore, Owings & Merrill para Hartford Insurance, su inquilino inicial. Es arquitectónicamente significativo, con un vestíbulo modernista alto, techos altos y un esqueleto exterior de ventanas del piso al techo empotradas en una cuadrícula cuadrada de concreto armado blanco prefabricado.
Cuando esta torre se completó en 1964, era la segunda en San Francisco de más de 37.000 m². Durante un tiempo también fue el edificio más alto de California, reemplazando tanto al Russ Building en San Francisco como al Ayuntamiento de Los Ángeles en Los Ángeles.
Fue adquirida por 160 millones de dólares por el Grupo Pivotal en 2000, y luego vendida a inversores privados, A-650 California St. LLC y AEW Capital Management en 2007. La torre fue adquirida por Tishman Speyer y su socio Prudential Real Estate Investors en 2012 por unos 230 millones de dólares. Tishman llevó a cabo una renovación de 14 millones de dólares, que incluyó un vestíbulo remodelado por la firma MdeAS Architects, con sede en Nueva York. Tishman vendió 650 California a Columbia Property Trust Inc. en septiembre de 2014 por 309 millones de dólares.
650 California Street aprobó los requisitos de certificación para el Nivel Oro de la calificación de Liderazgo en Energía y Diseño Ambiental (LEED) en junio de 2011. El sistema de certificación de edificios LEED es un programa para calificar el diseño, construcción y operación de edificios ambiental y socialmente responsables.
Es el escenario del lugar de trabajo de Doris Martin en The Doris Day Show.